# Jacob Pullen
Jacob Everse Pullen (ur. 10 listopada 1989 w Maywood) – amerykański koszykarz, występujący na pozycji rozgrywającego, posiadający także gruzińskie obywatelstwo, obecnie zawodnik Cedevita Olimpija. 
4 stycznia 2018 opuścił kluby Philadelphia 76ers oraz Delaware 87ers. 7 stycznia został zawodnikiem irańskiego Mahramu Teheran. 20 lutego podpisał umowę z tureckim Afyonkarahisar Belediye.
17 sierpnia 2021 dołączył do słoweńskiej Cedevity Olimpija.

## Osiągnięcia
Stan na 20 listopada 2021 na podstawie, o ile nie zaznaczono inaczej.
NCAA
- Uczestnik rozgrywek:
  - Elite Eight turnieju NCAA (2010)
  - turnieju NCAA (2008, 2010, 2011)
  - meczu gwiazd NCAA – Reese's College All-Star Game (2011)
- Laureat Frances Pomeroy Naismith Award (2011)[8]
- Zaliczony do:
  - I składu:
    - Big 12 (2010, 2011)
    - turnieju:
      - Big 12 (2010)
      - Puerto Rico Tip-Off Classic (2010)

    - defensywnego Big 12 (2010, 2011)

  - III składu All-American –  (2010 przez Sporting News, 2011 przez Sporting News, Associated Press, NABC)
  - składu All-Big 12 honorable mention (2009)
- Lider konferencji Big 12 w liczbie[9]:
  - przechwytów (67 – 2010)
  - oddanych rzutów za 3 punkty (278 – 2010)

Drużynowe
- Mistrz:
  - Hiszpanii (2014)
  - Chorwacji (2016)
- Wicemistrz:
  - Rosji/VTB (2017)
  - Czarnogóry (2021)
  - Chorwacji (2019)
- Brąz Euroligi (2014)
- 4. miejsce w Lidze Adriatyckiej (2016)
- Zdobywca pucharu Chorwacji (2016, 2019)
- Finalista:
  - pucharu:
    - Hiszpanii (2014)
    - Czarnogóry (2020, 2021)

  - superpucharu Hiszpanii (2013)

Indywidualne
- MVP 3. kolejki Eurocup (2016/17)
- Zaliczony do:
  - I składu Ligi Adriatyckiej (2016, 2019[10])
  - składu honorable mention letniej ligi NBA w Orlando (2012)

Reprezentacja
- Uczestnik:
  - mistrzostw Europy (2015 – 15. miejsce)
  - kwalifikacji do mistrzostw Europy (2012)